# 알 세뇨
알 세뇨(Al Segno)는 '~에, (으)로'의 뜻을 가진 '알(al)'과 '세뇨(segno)'가 합쳐져, 다 카포와 달 세뇨의 중간적 성질을 가진 기호로 악곡의 처음으로 돌아가 세뇨()까지 연주하라는 뜻이다. A.S.로 약기한다.

## 참고
- 한국음악용어연구소

## 비교
- 다 카포
- 달 세뇨